# Новониколаевка
Новониколаевка (на руски: Новониколаевка) е село в югозападна Русия, част от Азовски район на Ростовска област. Населението му е около 980 души (2010).
Разположено е на 9 метра надморска височина в Кубанската низина, на 24 километра източно от брега на Азовско море и на 30 километра южно от центъра на Ростов на Дон. Известно е от началото на XIX век като селище на керванджии.

## Известни личности
Родени в Новониколаевка
- Иван Савченко (1908 – 1999), офицер